# Ширдеван, Карл
Карл Ши́рдеван (нем. Karl Schirdewan; 14 мая 1907, Штеттин — 14 июля 1998, Потсдам) — немецкий политик, член ЦК СЕПГ.

## Биография
Карл Ширдеван носил фамилию приёмных родителей, у которых он воспитывался во Вроцлаве и кому был передан матерью-одиночкой Йозефиной Аренц. В 1923 году Ширдеван окончил среднюю школу и хотел учиться на книготорговца, но был вынужден учиться торговле зерном и работал посыльным, конторским служащим и грузчиком.
В 1923 году Ширдеван вступил в Коммунистический союз молодёжи Германии и в 1925 году — в Коммунистическую партию Германии. В конце 1920-х годов вошёл в состав ЦК комсомола Германии и возглавил окружное отделение в Силезии. В 1931 году возглавил издательство Junge Garde.
После прихода к власти национал-социалистов в 1933 году Ширдеван перешёл на нелегальное положение. В 1934 году был арестован и приговорён к трём годам тюремного заключения по обвинению в подготовке государственной измены. Отбыв срок наказания, Ширдеван содержался в концентрационных лагерях Заксенхаузен и Флоссенбюрг и был освобождён только по окончании войны.
В послевоенное время Ширдеван некоторое время работал в КПГ в Баварии, затем ещё в 1945 году перешёл на работу в правление партии в Берлине. В Советской зоне оккупации Германии Ширдеван был избран в ЦК КПГ, впоследствии в ЦК СЕПГ. В 1947 году Ширдеван возглавил рабочую группу по изучению истории партии в подполье, в 1949 году работал заместителем председателя западной комиссии при правлении СЕПГ, в 1950 году занял должность руководителя нового западного отдела при ЦК СЕПГ. В этой должности Ширдеван фактически руководил организованной СЕПГ оппозицией в СДПГ «Социал-демократическая акция». В 1952 году Ширдеван был назначен первым секретарём правления СЕПГ в земле Саксония, затем первым секретарём окружного правления партии в Лейпциге. В 1953 году Ширдеван вошёл в состав Политбюро ЦК СЕПГ, где занимался различными вопросами, в том числе кадрами и безопасностью. На 1950-е годы пришёлся пик партийной карьеры Ширдевана, в то время он считался вторым человеком в партии после Вальтера Ульбрихта.
Несмотря на своё высокое положение, Ширдеван подвергал критике деятельность Ульбрихта. По его мнению, из событий 17 июня 1953 года в ГДР не было вынесено должных уроков. После смерти И. В. Сталина в 1953 году и осуждения культа Сталина в СССР Ширдеван надеялся, что в ГДР также будет произведён критический разбор сталинистской эры, но эти намерения были пресечены Ульбрихтом. Кроме того, Ширдеван высказывался в пользу возможности объединения Германии, но не нашёл поддержки этой идеи в партии. Ширдевана обвинили в одностороннем подходе к германскому вопросу, отказе от линии партии и преуменьшении угрозы Венгерского восстания 1956 года.
На 35-м пленуме ЦК СЕПГ в феврале 1958 года Карл Ширдеван и его сторонник Эрнст Волльвебер были отстранены от своих должностей. Ширдеван был исключён из состава Политбюро и ЦК СЕПГ за фракционную деятельность. В 1958—1965 годах Ширдеван руководил Управлением государственного архива в Потсдаме.
В 1990 году Ширдеван был реабилитирован Партией демократического социализма и был избран в её совет старейшин.

## Сочинения
- Karl Schirdewan: Aufstand gegen Ulbricht. Aufbau Taschenbuch Verlag, Berlin 1994. ISBN 3-7466-8008-5.
- Karl Schirdewan: Ein Jahrhundert Leben. Erinnerungen und Visionen. Edition Ost, Berlin 1998. 334 S. ISBN 3929161346.